# Marcelo Miranda
Marcelo de Carvalho Miranda (Goiânia, 10 de octubre del 1961) es un político brasileño.
Por tres mandatos consecutivos fue diputado estadual en Tocantins. En 1990 entró en la Asamblea Legislativa, siendo reelegido en 1994 y 1998. En el año 2000 asume varias veces el puesto de gobernador en funciones. Finalmente, en el 2002 resulta vencedor de las eleccions estatales, cargo que renovaría en el 2006. Ganó las últimas elecciones en una Gran coalición comandada por el   PMDB. En 2009 fue cesado por el Tribunal Superior Electoral de Brasil y fue sustituido de forma interina por Carlos Henrique Gaguim.